# ジョン・アデア (ケンタッキー州知事)
ジョン・アデア（英: John Adair、1757年1月9日 - 1840年5月19日）は、ケンタッキー州選出アメリカ合衆国下院議員、上院議員および第8代ケンタッキー州知事を務めたアメリカ合衆国の政治家、軍人、開拓者である。現在のサウスカロライナ州で生まれ、アメリカ独立戦争ではサウスカロライナの民兵隊に仕え、その間イギリス軍に2度捕まって戦争捕虜となった。戦後、アメリカ合衆国憲法を批准するためのサウスカロライナ会議代議員に選ばれた。
1786年にケンタッキーに移転した後、北西インディアン戦争に従軍し、1792年にはセントクレア砦近くでマイアミ族インディアン酋長リトル・タートルと小競り合いを演じた。この2つの戦争で人気を得て、1792年にはケンタッキーの憲法制定会議代議員に選ばれて政界に入った。1793年から1803年の間にケンタッキー州議会下院では通算8期を務めた。1802年と1803年には下院議長を務め、1799年には第二次州憲法制定会議代議員となった。1805年、アメリカ合衆国上院議員のジョン・ブレッキンリッジがアメリカ合衆国司法長官に就任するために辞任したことに伴い、ブレアがその空席を埋めた。しかし、アーロン・バーの陰謀に連座したために、次の選挙では再選されなかった。その後に続いた長い法廷闘争により、ブレアは全ての罪状について無罪とされ、その告発者ジェイムズ・ウィルキンソン将軍は謝罪文書を発行するよう命令されたが、否定的な評判のために10年間以上も政界から締め出されていた。
米英戦争に参戦し、ニューオーリンズの戦いでケンタッキー州の兵士が臆病だったというアンドリュー・ジャクソンによる告発に対し、長期化した弁護を行って評判を回復した。1817年に州議会下院議員に復帰した。独立戦争でアデアの上官だったアイザック・シェルビーが2度目のケンタッキー州知事を務めており、アデアを州民兵隊の長官に指名した。1820年、1819年恐慌で苦況に陥ったケンタッキー州人を財政的に救済することを綱領として州知事に当選した。この目的のために行った主要な行動は州立銀行の創設だったが、その他の財政的改革の多くはケンタッキー州控訴裁判所によって違憲と判断され、旧裁判所と新裁判所の論争に発展した。知事の任期が明けた後は、アメリカ合衆国下院議員を1期のみ務めたが、再選は求めなかった。アデアは1840年5月19日に、ハロズバーグの自分の農園で死んだ。ケンタッキー州、ミズーリ州およびアイオワ州にアデアに因むアデア郡があり、またケンタッキー州アデアビル市とアイオワ州アデア市も同様である。

## 初期の経歴
ジョン・アデアは1757年1月9日に、サウスカロライナ植民地チェスター郡で生まれた。父はスコットランドからの移民バロン・ウィリアム・アデア、母はメアリー（旧姓ムーア）だった。ノースカロライナ植民地シャーロットの学校で教育を受け、アメリカ独立戦争が始まったときはサウスカロライナ民兵隊に入隊した。トマス・サムター大佐が指揮する、友人エドワード・レイシーの連隊に入り、ロッキーマウントにあったロイヤリスト前進基地襲撃では失敗したが、ハンギングロックの戦いでは勝利した。1780年8月16日のキャムデンの戦いでイギリス軍が勝利したときに捕虜になった。捕虜として収監されている長い間に天然痘に罹り、また厳しい待遇を受けた。一旦は逃亡したが、天然痘に罹っていたための困難さがあったために安全圏まで行けず、3日後にはイギリス軍のバナスター・タールトン大佐に捕まえられた。その後、捕虜交換で釈放された。1781年、サウスカロライナ民兵隊の中尉に任官され、両カロライナで起きた最後の会戦であるユートースプリングスの戦いに参戦したが、引き分けた。戦後、エドワード・レイシーがチェスター郡の保安官に選出され、アデアはレイシーが務めていた治安判事に就いた。アメリカ合衆国憲法を批准するためのサウスカロライナ会議では代議員に選ばれた。
1784年、アデアはキャサリン・パーマーと結婚した。12人の子供に恵まれ、うち10人は女の子だった。その内の1人はトマス・ベル・モンローと結婚した。モンローは後にアデアがケンタッキー州知事を務めたときの州務長官となり、連邦裁判所判事にも指名された。1786年、アデアは西のケンタッキーに移り、マーサー郡に入植した。

## 北西インディアン戦争での従軍
1791年に北西インディアン戦争の大尉として出征し、間もなく少佐に昇進して、ジェイムズ・ウィルキンソン旅団に配属された。1792年11月6日、リトル・タートル酋長が指揮するマイアミ族の部隊が、オハイオのセントクレア砦近くを偵察する任務にあったアデアとその約100名の部隊に遭遇した。マイアミ族が攻撃しアデアはジョージ・マディソン中尉（後のケンタッキー州知事）にインディアンの右側面を攻撃するよう命令し、自分は25名を率いて左側面に回った。アデアはある部下に攻撃を率いさせるつもりだったが、命令するまえにその士官が殺された。この部隊操作でマイアミ族は後退し、アデアの部隊は逃れられた。アデア隊は宿営地まで後退してそこを死守し、マイアミ族を撤退に追い込んだ。アデアの部下6名が戦死し、4名が不明、5名が負傷となった。負傷兵の中にはマディソンとリチャード・テイラーがいた。このテイラーの息子ザカリーは後にアメリカ合衆国大統領になった。
アデアはその勇敢さと戦闘術を上官に認められ、中佐に昇進した。チャールズ・スコットの部隊に配属されたが、スコットも後に第4代ケンタッキー州知事になった。アデアは1794年にグリーンビル砦の建設を支援し、アンソニー・ウェインが作戦展開を行ったときは物資を前方に送った。ウェインはフォールン・ティンバーズの戦いで決定的な勝利を上げた。

## 政界での初期

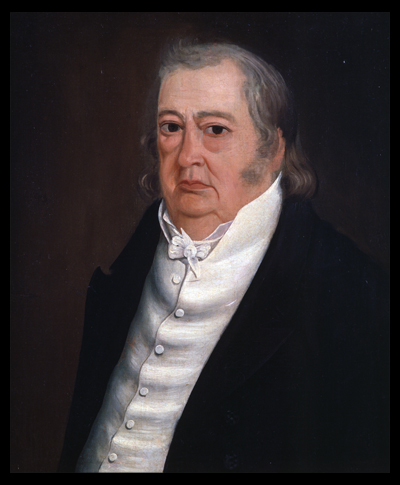
ジェイムズ・ゲアリド州知事、1804年に州の土地管理局登記官にアデアを指名した

アデアは軍務で人気を得たので、1792年に開催されたケンタッキー憲法制定会議では代議員に選出された。ケンタッキーがアメリカ合衆国の州に昇格すると、ケンタッキー州議会下院議員に選ばれ、1793年から1795年まで務めた。ケンタッキー州民兵隊でも活動を続けた。1797年2月25日、民兵隊の准将に昇進し、第2旅団長となった。さらに1799年12月16日には少将に昇進し、第2師団長となった。
1798年にはケンタッキー州議会下院議員に復帰した。ケンタッキー州が1799年に最初の憲法の弱点を正すために新たな憲法制定会議を開催したとき、アデアは代議員に選ばれた。この会議では政治的に大望のある者達の指導者となり、特に議員のような選挙で選ばれる役人についてその権限と人気の制限に反対した。1800年から1903年にも下院議員に選出された。1800年のアメリカ合衆国上院議員の選出では、アデアも候補になったが、68票対13票という圧倒的な差でジョン・ブレッキンリッジに敗れた。ブレッキンリッジは終了したばかりの憲法制定会議で認められた指導者だった。アデアはブレッキンリッジが務めていた下院議長に30票対14票で当選した。対抗馬はジェイムズ・ゲアリド州知事のお気に入りエルダー・デイビッド・パービアンスだった。アデアはその下院議員任期中に議長職を務め続けた。1802年にはまた、議会がアデアの名前を採ったアデア郡を新設した。
1804年1月、ガラード州知事が州の土地管理局登記官にアデアを指名した。アデアはその職に名前が挙がった7人目であり、上院がこれを承認することで、その指名を巡って2か月も続いた上院と知事の軋轢が終わった。その年後半、当時ジョン・ブラウンが占めていたアメリカ合衆国上院議員の候補者になった。ブラウンの再選をヘンリー・クレイが支持しており、アデアの支持者はフェリックス・グランディだった。グランディは、ケンタッキー州をスペイン政府の植民地にする陰謀にブラウンが加担したと非難し、その人気に傷を付けた。6回続けられた投票で、アデアは多数となったが、過半数票は得られなかった。7回目の投票で、クレイが無難な候補のバックナー・サーストンに鞍替えし、アデアは落選した。グランディの議会に対する影響力は拡大を続け、1805年8月、ジョン・ブレッキンリッジがトーマス・ジェファーソン政権のアメリカ合衆国司法長官指名を受け入れたときに、その空席を埋めるために上院はアデアを選んだ。

## 裏切りの告発
1805年に元アメリカ合衆国副大統領アーロン・バーがケンタッキー州を訪問し、5月25日にはフランクフォート市に到着して、元上院議員ジョン・ブラウンの家に泊まった。この旅行の間、バーは多くの著名政治家と相談しており、アデアもその中に含まれていた。案件はスペインからメキシコを奪い取る可能性についてだった。バーが対話した者の多くは、バーが連邦政府のために行動しているのであり、メキシコにおけるアメリカ合衆国の権益を拡大するつもりだと考えた。アデアも同じように考え、また元の上官であるジェイムズ・ウィルキンソン将軍からは、それを確認すると見られる手紙を受け取っていた。しかし、1806年、バーはフランクフォート市で反逆罪で逮捕された。当局は、バーがスペイン領土に新しい独立国家を創ろうとしていたと告発した。

アーロン・バー、彼とアデアはアメリカ合衆国に対する反逆罪で告発されたが、どちらも無罪となった

ヘンリー・クレイはバーの無罪を確信して彼を弁護し、ジョセフ・ハミルトン・デイビースが検事になった。11月11日に始まった裁判はハリー・イネスが首席裁判官となった。デイビースは、その証人の中でも重要人物であるデイビス・フロイドがインディアン州議会議員を務めており、出廷できなかったので、審問の延期を求めるしかなかった。次の裁判は12月2日に招集され、今度はもう1人の証人であるアデアが居なかったために、デイビースは再度の延期を求めた。アデアは最近購入したばかりの土地を調べるためにルイジアナに行っていた。アデアがニューオーリンズに到着すると、元の上官で当時ルイジアナ準州知事を務めていたジェイムズ・ウィルキンソンの命令で逮捕された。
クレイはアデアの居ない間にも裁判の進行を求め、翌日デイビースはバーに対して反逆罪で、アデアに対しては共謀罪で告訴状を提出した。証人喚問の後、大陪審はアデアに対する告訴状を「真実ではない」として拒否し、2日後にはバーに対する告発も同様に却下した。この大陪審による擁護の後、アデアは連邦裁判所にウィルキンソンを逆提訴した。この2人の間の法廷闘争は数年間続いたが、判決ではウィルキンソンがアデアに不利な証拠を持って居らず、アデアの損失に対して公開詫び状を発行し、2,500ドルを支払うことと裁定された。アデアが無罪になり、その逆提訴に成功したのはあまりに遅すぎて、その政歴におけるダメージを抑える役には立たなかった。バーの計画に関わっていたために、1806年11月の上院議員選挙では再選されなかった。アデアは残り任期が終わるのを待たず、1806年11月18日に辞任した。

## 米英戦争への従軍

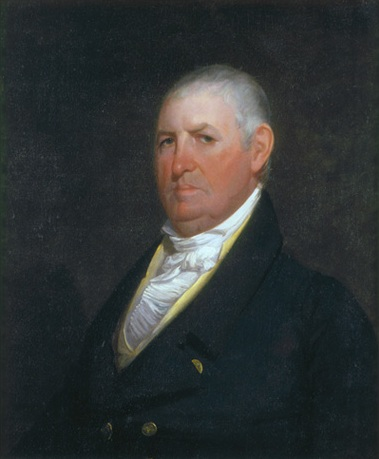
アイザック・シェルビー、ケンタッキー州民兵隊の長官にアデアを指名した

米英戦争が勃発したときに、アデアは再度ケンタッキー州民兵隊に従軍した。1813年9月10日、オリバー・ハザード・ペリーがエリー湖の湖上戦に勝利した後、ウィリアム・ハリソンが独立戦争の英雄であるアイザック・シェルビー州知事に、ケンタッキー州で部隊を徴兵し、カナダ侵攻で合流するよう要求した。シェルビーはアデアに第1副官として仕えるよう求めた。後の州知事かつアメリカ合衆国上院議員のジョン・J・クリッテンデンがシェルビーの第2副官となり、後のアメリカ合衆国上院議員かつ郵政長官のウィリアム・テイラー・バリーがその秘書官となった。アデアは作戦実行中に称賛すべき働きを行い、特に1813年10月5日のテムズの戦いにおけるアメリカ軍勝利に貢献した。シェルビーはアデアの働きを称賛し、1814年にはケンタッキー州民兵隊の長官に任命し、准将に名誉昇進させた。
1814年遅く、アンドリュー・ジャクソンがメキシコ湾防衛のために、ケンタッキー州からの援軍を要請してきた。直ぐにアデアは3個連隊を立ち上げたが、連邦政府は彼等に武器を提供せず、輸送手段も出さなかった。当時州民兵隊の主計総監をしていたジェイムズ・テイラー・ジュニアが自分の土地を抵当に入れて6,000ドルを調達し、部隊を運ぶ船を購入した。アデア配下の兵力は後に論争になった。資料によって700名から1,500名まで差があった。多くの者は武器を持って居らず、持っているとしても主に民間用のライフル銃だった。アデアが補佐していたジョン・トーマスが戦闘開始前に病気となり、戦場に出たケンタッキー兵全てに対してアデアの責任になった。
1815年1月7日、アデアはニューオーリンズに行って、その民兵を武装するために市の武器庫からそれなりの武器を貸し与えてくれるよう市の指導者に依頼した。役人は市の武器庫から武器を持ち出すことを市民に秘密にしておくという条件で了承した。武器は箱に入れられ、1月7日夜にアデアの宿営地に届けられた。アデアの提案でその部隊は予備隊とされ、ウィリアム・キャロルが指揮するテネシー州民兵隊の中央背後に配置された。アメリカ戦線の中でイギリス軍から激しい攻撃を受けているどこにもでも、直ぐさに移動して補強することができた。
その夜、ジャクソンは明らかにアデアの要請を知らず、ジョン・デイビス大佐の指揮するケンタッキー州民兵非武装の400名に、ニューオーリンズに行って武器を獲得し、続いてミシシッピ川西岸にデイビッド・B・モーガンの指揮するルイジアナ民兵450名を補強するよう命令を出した。彼等がニューオーリンズに到着すると、市の武器は既にアデアの所に運ばれたと告げられた。市民は持っている武器を寄せ集め、その多くは古いマスケット銃で修理を要するものもあったが、それをデイビスの部隊に与えた。これで約200名が武装でき、モーガンの所に出頭したが、それはニューオーリンズの戦いが始まる数時間前のことだった。デイビス配下の他の者は依然として武器が無く、本隊宿営地に戻った。
1月8日朝にイギリス軍が接近してくると、キャロルが指揮するテネシー州民兵隊の前線を破ろうとしていることが明らかだったので、アデアはその支援のために部隊を進めた。アメリカ軍前線の本隊が陣地を維持してイギリス軍の攻撃を跳ね返した。アメリカ兵は6名が戦死し、7名が負傷しただけだった。一方西岸にいたデイビスのケンタッキー兵はモーガンの宿営地に到着したばかりであり、イギリス軍の第2部隊の前進に対応するよう派遣された。ケンタッキー部隊は数に劣り、武器もお粗末であり、胸壁や支援する大砲も無かったので、直ぐに陣を破られ撤退を強いられた。ケンタッキー兵の後退を見たモーガンの民兵がその胸壁を放棄した。アデアは後に、彼等は1発の銃弾も放っていないと主張した。イギリス軍は直ぐに占領したばかりの陣地を放棄したが、これがなければ圧倒的な勝利だったこの戦いでおきた1つの挫折にジャクソンは不満だった。

### アンドリュー・ジャクソンとの論争
ジャクソンの公式報告書では、ケンタッキー兵が後退したことに西岸の防衛線崩壊の責があるとしており、多くのケンタッキー州民はそれが、東岸でアメリカ軍前線を守り勝利を確実にしたアデアの民兵隊の重要さを損なうものと感じた。デイビス隊は、この報告書がジャクソンの事実誤認に基づいていると主張し、アデアに公聴会開催請求をおこなうよう求めた。公聴会は1815年2月にテネシー州のキャロル少将を主催者として開催された。この会では、「ケンタッキー州民兵の後退は、その位置取りを考え、武器が足りなかったことなど要因を考えると許されるものである」と裁定し、西岸における部隊配置は「例外的で」あり、ルイジアナ民兵500名が大砲3門と強力な胸壁で支えられ、防衛戦の延長は僅か200ヤード (180 m) だったのに対し、デイビスのケンタッキー州民兵170名は武装がお粗末で、小さな溝によってのみ守られ、300ヤード (270 m) 以上の防衛戦を守ることを期待されていたと述べていた。1816年2月10日、ケンタッキー州議会はニューオーリンズの戦いにおけるアデアの功績、およびジャクソンが非難した兵士の弁護に対して感謝状を贈る決議案を通した。

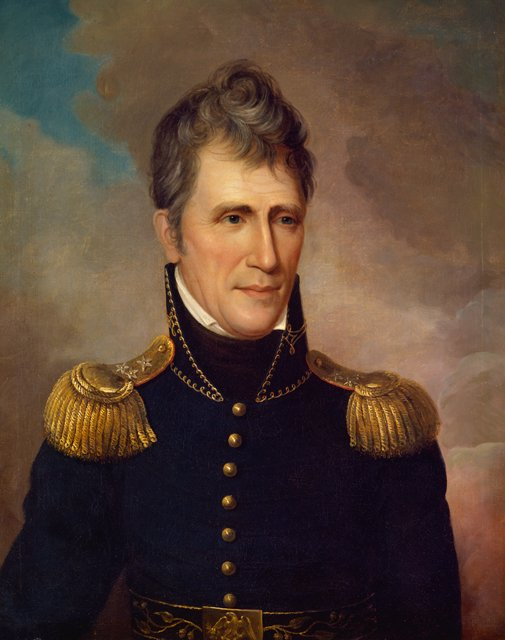
アンドリュー・ジャクソン、ニューオーリンズの戦いにおけるケンタッキー州民兵隊の行動についてアデアと公開討論した

ジャクソンは公聴会の裁定を承認したが、それはアデアを含む多くのケンタッキー州民が望んだジャクソン報告書に対する完全な反論ではなかった。アデアは以前ジャクソンの親友の一人だったが、直ぐに公開した手紙でジャクソンにその公式報告書を撤回するか修正することを要求した。しかしジャクソンは拒んだ。この事態は1815年6月になって解決した。ジョン・トーマスの秘書H・P・ヘルムが、ジャクソンが公式報告書に添付していた「将軍の」注釈書をフランクフォートの新聞に公開した。この注釈書では、最初の報告書でデイビス隊の臆病としていたことを「誤解だった」と将軍が確信しており、その後退は「許されるだけでなく、絶対的に正当化できる」と考えているとも述べていた。この注釈書はアデアの手紙に反応したジャクソンからのものと考えられ、その後ケンタッキー州全体で再出版された。しかし「将軍」と呼ばれたのはジョン・トーマス将軍であり、ジャクソンはそれを見ていなかった。ヘルムはその注釈書を出版した新聞に訂正を申し入れたが、それが掲載されることは無かった。
ジャクソンがその注釈書を見たのは、ボストンの新聞がケンタッキー州民兵を批判したのに対して、1817年1月に再度出版されたときだった。その後「ケンタッキー・レポーター」紙に、その注釈書は偽造であると非難する文書を送った。「ケンタッキー・レポーター」はこれを調査して、トーマスの注釈書が如何にしてジャクソンのものとされたかの説明を掲載した。注釈書が意図的に偽造されたものであるというジャクソンの主張はあまりに扇動的であると感じたので、ジャクソンの手紙は掲載しなかった。ジャクソンの非難は現在誤りであると証明されている。編集者はその説明がジャクソンを満足させられないものであれば、この問題に関する追加注釈の全てを掲載すると約束した。1817年4月にあったジャクソンの反論では、アデアが意図的に注釈書を誤解したことを示唆し、それらはおそらくアデア自身によるでっち上げだと再主張していた。アデアは、注釈書に対してジャクソンが「真のスペイン様式で装われた虚偽の皿」と言っていることを、バー陰謀に関わったとされるアデアに対する当てこすりだと考えた。ジャクソンは、ケンタッキー州民に対して以前は抱いていなかった見せかけの証拠として、戦闘中にケンタッキー州民兵が示した他の不名誉な行動を報告しなかったとも示唆した。この手紙で論争を全国的な脚光を浴びるものにさせ、アデアはデイビス隊の弁護のためとジャクソンの陰謀告発の撤回を要求するために、ジャクソンとの討論を再開した。1817年5月の反論では、ニューオーリンズでのケンタッキー州民兵隊の弁護を再主張し、ジャクソンの主張の多くを取るに足りないこと、真実でないこととして否定していた。陰謀の存在をきっぱりと否定し、支持するに足る証拠無しに告発するジャクソンを厳しく非難していた。ジャクソンのスペインにたいする仄めかしについては、ジャクソンもバーと関係していたことを思い出させていた。
ジャクソンはアデアの悪行とするものについて有効な証拠を提示できなかったので、陰謀が可能だったとする間接的な証拠を提出した。ジャクソンの反論は、チェロキー族との条約交渉にあたっていたために遅れ、1817年9月3日に掲載された。これでは空間と距離に基づく複雑な計算を使い、アデアがニューオーリンズの戦いで指揮していたと主張する兵力の半分しかいなかったと論じていた。さらにアデアはデイビスに、アデア指揮下の他の旅団が既に武器を持ち去ったことを知りながら、ニューオーリンズに行って武器を取ってくるよう命じたと主張した。アデアが愚かな命令を出したか、あるいはアデアの主張する本隊にそれほど兵士がいなかったかのどちらかだと言った。さらにこの手紙が事件に対する最後の声明となることを約束して結んでいた。1817年10月29日付けアデアの反論は、来ることの無かったニューオーリンズからの文書を待っていたので遅れたと言っていた。その中では、ジャクソンの副官に宛てた手紙から引用し（ジャクソン自身が以前の討論で言及していた）、ジャクソンは1815年にトーマスの注釈書があることもトーマスが書いたことも知っていたが、それを撤回するチャンスを失ったということを示していた。また、一貫して1,000名に近かったと報告していた指揮下にあった兵力に関する証言を弁護し、なぜジャクソンが今になってこれに異議申し立てするのかを尋ねた。最後にアデアはジャクソンの命令でニューオーリンズから武器を持ち出しただけでなく、それを実行するためにジャクソンの馬に乗ってニューオーリンズまで行ったと主張していた。伝承では、この手紙でアデアかジャクソンのどちらかが決闘を申し込むところまでいったが、双方の友人が監視のために集まり、それを回避させた。それが起こったという文書による証拠は残っていない。二人の間の緊張関係はその後緩和され、1828年にジャクソンの妻ラチェルが死んだときは、アデアがジャクソンの弔問に行った。ジャクソンが1824年、1828年、1832年の大統領選挙に出たときは、アデアがジャクソンを応援した。これらの選挙でジャクソンの対抗馬はジャクソンの手紙を集めてケンタッキー州における選挙運動パンフレットで利用した。

## ケンタッキー州知事

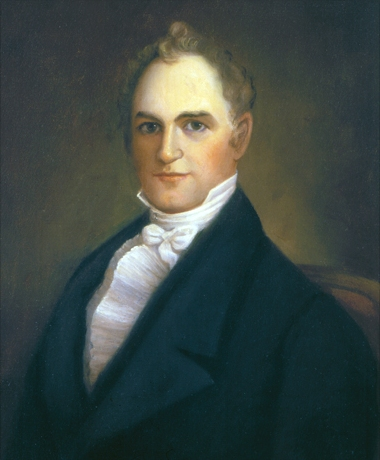
ジョセフ・デシェイ、1820年知事選挙の対抗馬

アデアが米英戦争に参加したことと、その後ジャクソンと論争したことで、その評判が回復した。1817年まで民兵隊長官を続け、この年に州議会下院に復帰した。その任期で下院議長候補に指名されたが、選出はされなかったものの、ジャクソンとの論争があったので、対立する両党派から支持を得ることができた。
アメリカ合衆国として初の財政危機だった1819年恐慌の後で、当時の政治の主要問題は債務者の救済だった。連邦政府は1817年に第二合衆国銀行を創設しており、その厳格な信用政策がケンタッキーの大きな債務者階級に重くのしかかった。現職知事のガブリエル・スローターは、州内の債務者が好む手段について働きかけを行い、特にルイビルとレキシントン市にある国定銀行支店に対して懲罰的課税を行った。第二政党制はまだ発展していなかったが、それでも債務者救済問題に関連して対立する2つの党派があった。第1の党派は主に信用で大規模な土地を購入した土地投機家で構成され、財政危機のために負債を払えなくなっていた者達であり、救済党あるいは救済派と呼ばれ、債務者に有利な手段の法制化を求めていた。これに反対したのが反救済党あるいは反救済派であり、主に州内の特権階級で構成され、その多くは土地投機家の債権者であり、政府の干渉無しに債務が履行されることを求めていた。政府の干渉が無いことが実質的に債務者を助けるのであり、救済することは経済不況を長引かせるだけだと主張した。
アデアは明らかに救済派の指導者であり、ジャクソンとの長く続いた公開論争のお蔭でその人気が高くなっていた。1820年の州知事選挙では、民主共和党の仲間3人の上に立つケンタッキーの主任執行者に選出された。アデアは20,493票を得て接戦をものにした。次点はアメリカ合衆国上院議員ウィリアム・ローガンの19,947票、仲間のジョセフ・デシェイは12,418票、アンソニー・バトラー大佐は9.567票だった。債務者救済手段の提唱者達が州議会両院の多数派も獲得した。

### 債務者救済
ケンタッキー州の歴史家ローウェル・H・ハリソンは、アデアの政権中に実行された最も重要な手段は1820年に州立銀行を創設したことだったと述べている。この銀行は惜しみなく貸し付けを実行し、自由に紙幣を発行した。州立銀行が発行した銀行券は直ぐに価値が下がったが、この価値が下がった紙幣の受領を拒んだ債権者は動産占有快復を求めるまで2年間待たなければならなかった。アデアは価値の下がった紙幣の信用を挙げるために、州の役人は全て州立銀行の発行した紙幣で給与を受け取ることを義務付けた。
州内のもう1つの銀行であるケンタッキー銀行は、より保守的な金融慣行に固執した。それで紙幣の価値を額面に近いところで保ちながら、融資をあまり行わないようにしたので、救済を志向する議員たちを怒らせ、その結果1822年12月に銀行に対する認証を取り下げることになった。アデアは債務者を投獄する慣行の廃止を監督し、厳格な反賭博法を認めた。議員は生活に必要と考えられる馬、鋤、鍬、斧などの物品の競売処分も免除された。
ケンタッキー控訴裁判所は当時州の最終審であり、動産占有快復を2年間保留する法は、契約義務に違背するとして撤廃させた。これと同じ頃、アメリカ合衆国最高裁判所が、「グリーン対ビドル事件」判決で、ケンタッキーが州に昇格する前にケンタッキー地区でバージニア州が認めた土地の権利は、後にケンタッキー州が認めた土地権利と異なる場合に、バージニア州の方が優先すると裁定した。アデアは1823年に議会に対する演説でこの裁定を非難し、法を通じて表明された人民の意志に連邦政府と司法が干渉することを警告した。アデアの演説で勇気づけられた救済派は、控訴裁判所判事の内3人と同様な判断をした下級裁判所判事ジェイムズ・クラークの解任を求めた。しかし判事を解任するためには議会の3分の2の同意が必要であり、判事たちの解任は成立しなかった。

### 知事就任中の諸事情
アデアは公共教育システムを創設することを議会に提案した。その対応で議会は州立銀行で得た利益の半分を受け取る「文芸基金」創設の法を成立させた。この基金は「一般教育体系」設立のために各郡に比例して使われることになった。しかし経済環境が騒然とした中で、議会はこの文芸基金から他の優先事項、主に内陸改良のための建設資金に借り出す法案に賛成票を投じることが多かった。

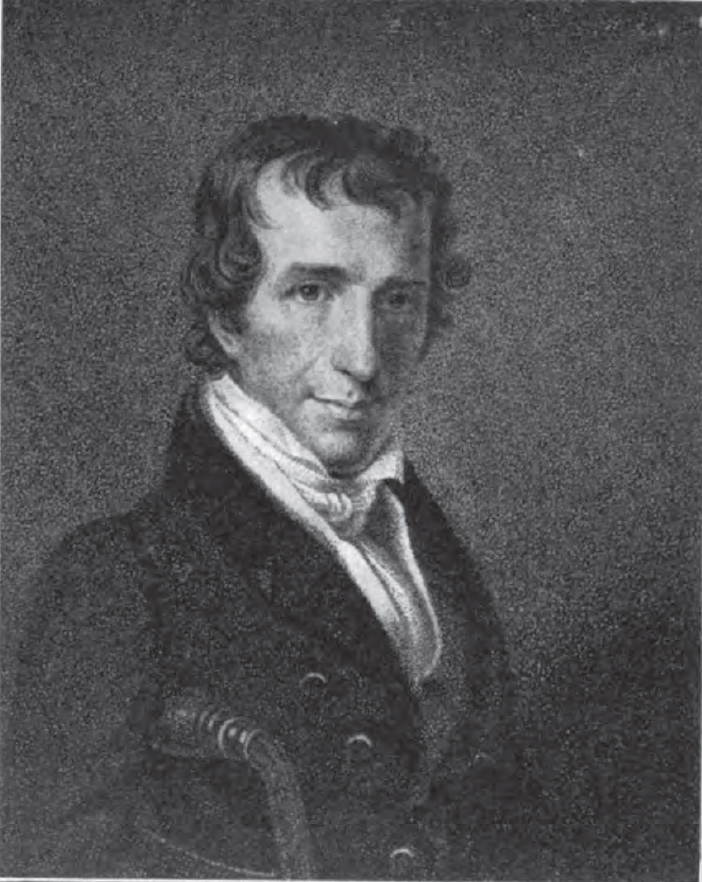
ウィリアム・T・バリー、アデアの副知事

アデアの副知事ウィリアム・T・バリーと、アデアの前任知事の州務長官ジョン・ポープが、公立学校体系の創設を研究するための法によって承認された6人委員会を主宰した。1822年12月に議会で配布されたバリー報告書は、ジョン・アダムズ、トーマス・ジェファーソン、ジェームズ・マディソンのような著名人によって称賛された。委員のエイモス・ケンドールが起稿したその報告書は、州内で多かったランドグラント学校の考え方を裕福な町以外では実行できないと批判していた。また文芸基金だけでは公共教育体系を作る資金には不足していると結論付けてもいた。報告書は、公共教育体系の利点のために郡の税を課す郡にのみ資金を提供することを推奨した。議会はこの報告書をほとんど無視しており、その判断についてケンタッキー州の歴史家トマス・D・クラークは「アメリカの教育史において最上級にとんでもない失態」と呼んだ。
アデアはミズーリ妥協を受容しており、そのことがケンタッキー州議会で成立する推進力となった。刑務所の改善と、精神障害者の待遇改善を推進した。またオハイオ川の航行性改善など、内国改良の計画法制化を監督した。

## 晩年と死
ケンタッキー州憲法では知事が2期続けて再選されることを禁じていたので、アデアは知事任期が明けたときにマーサー郡の農園に引退した。私的生活に戻ってから間もなく、当時額面の半分しかなかった州立銀行券の価値が低いことについて苦情を言い始めた。議会に対し事態の改善を請願した。元救済党の知事の救済立法の悪効果に関する苦情は、反救済派議員の間に皮肉な祝いをさせることになった。
1831年、アデアは民主党議員としてアメリカ合衆国下院議員に選ばれ、最後の公的な場に登場した。その会期（1831年-1833年）には下院軍事問題委員会の委員を務めた。その任期中に演説を1回行っただけであり、あまり聞き取れなかったので、議員のだれもアデアがどういう立場に立っているのか分からなかった。下院の記録者は、それが連邦陸軍兵の騎馬に関することだったと推測した。1833年の選挙では再選を求めず、永久に公的生活と訣別した。1840年5月19日、アデアはハロズバーグの自宅で死亡し、その資産であるホワイトホールの敷地に埋葬された。1872年、その遺骸はフランクフォート墓地に移葬され、ケンタッキー州がその墓の上に墓標を建立した。ケンタッキー州にあるアデア郡に加えて、ミズーリ州とアイオワ州にもアデア郡があり、またケンタッキー州アデアビル市、アイオワ州アデア市はアデアの栄誉を称えた命名である。

## 原註
1. ↑  Historian Zachariah Frederick Smith gives a detailed account of this tradition that he claims was told to him by a descendant of Adair's cousin. See Smith, pp. 113–114

## 関連図書
- Wilson, Samuel M. (January 1936). “The Court Proceedings of 1806 in Kentucky Against Aaron Burr and John Adair”. Filson Club Historical Quarterly 10 (1) 2011年11月29日閲覧。.

| アメリカ合衆国上院            | アメリカ合衆国上院                                                             | アメリカ合衆国上院      |
| ----------------------------- | ------------------------------------------------------------------------------ | ----------------------- |
| 先代 ジョン・ブレッキンリッジ | ケンタッキー州選出上院議員（第3部） 1805年-1806年 同職：バックナー・サーストン | 次代 ヘンリー・クレイ   |
| 公職                          |                                                                                |                         |
| 先代 ガブリエル・スローター   | ケンタッキー州知事 1820年-1824年                                               | 次代 ジョセフ・デシェイ |